# Динамо Арена
Динамо Арена је стадион у Тбилисију, на коме играју фудбалска и рагби репрезентација Грузије и ФК Динамо Тбилиси. Први званичан меч је одигран 1976., између Динама Тбилсија и Кардиф Ситија. Ово је највећи стадион у Грузији, са капацитетом од 54 549 места.